# Nina Åström

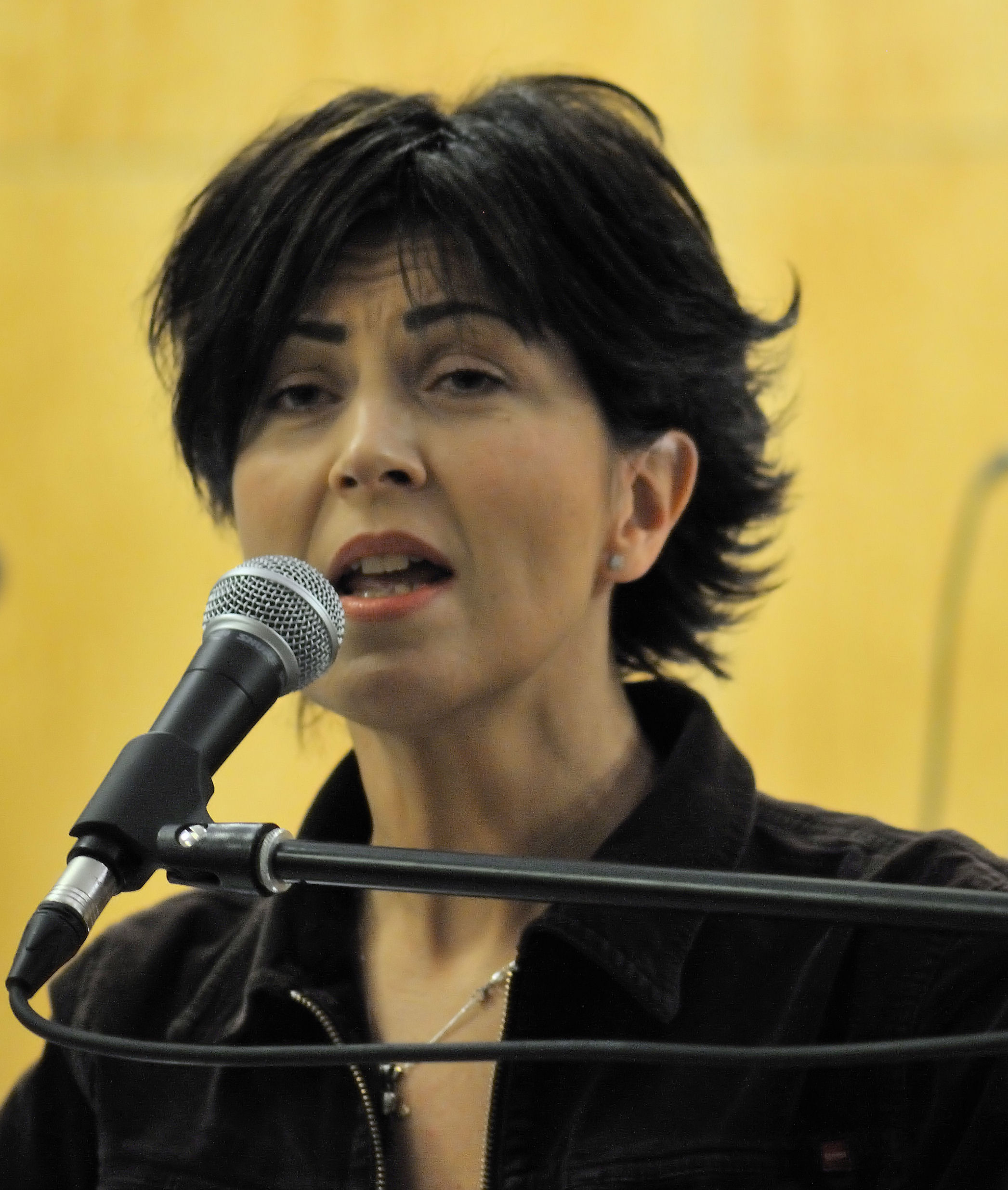
Nina Åström (2009)

Nina Åström (* 1962 auf Öja, Westfinnland) ist eine finnische Gospelsängerin und Songschreiberin.

## Leben und Wirken
Sie startete ihre Gesangskarriere in den 1980er Jahren, ihr Debütalbum erschien 1991. Sie wurde ausgewählt, Finnland beim Eurovision Song Contest 2000 in Stockholm zu vertreten. Mit ihrem Popsong A Little Bit kam sie auf Platz 18.
Nina Åström lebt in Kokkola, ist verheiratet und hat zwei Töchter.

## Diskografie
- Person 2 Person (1991)
- A Matter of Time (1994)
- Moods (1995)
- A Friend (1999)
- A Little Bit of Love (2000)
- Vierelle jäät (2000)
- Merry Christmas Jesus (2001)
- Real Life (2003)
- Landscape of my Soul (2007)
- The Way We Are (2010)
- Avoin taivas (2012)
- Minun aarteeni (2014)
- Joulun Kuningas (2014)
- Takaisin kotiin (2016)
- Rauhaa ja rohkeutta (2018)